# Etang
Etang (kinesiska: 鹅塘镇, 鹅塘) är en köping i Kina. Den ligger i den autonoma regionen Guangxi, i den södra delen av landet, omkring 370 kilometer nordost om regionhuvudstaden Nanning. Antalet invånare är 47532. Befolkningen består av 22 840 kvinnor och 24 692 män. Barn under 15 år utgör 23,0 %, vuxna 15-64 år 69 %, och äldre över 65 år 7,0 %.
Genomsnittlig årsnederbörd är 2 331 millimeter. Den regnigaste månaden är maj, med i genomsnitt 365 mm nederbörd, och den torraste är oktober, med 47 mm nederbörd.